# Hexacentrus fruhstorferi
Hexacentrus fruhstorferi is een rechtvleugelig insect uit de familie sabelsprinkhanen (Tettigoniidae). De wetenschappelijke naam van deze soort is voor het eerst geldig gepubliceerd in 1905 door Dohrn.